# Push to talk

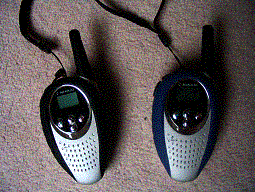
Radiotelefony PMR działające w technologii push-to-talk

Push to talk (PTT, ang. naciśnij i mów, w skrócie NIM, inna nazwa: system przyciskowy) — technologia umożliwiająca szybką komunikację w obrębie wybranej grupy osób, opierająca się na przesyłaniu danych jednym kanałem w trybie half-duplex. Przełączanie w tryb nadawania informacji realizowane jest poprzez chwilowe wciśnięcie i przytrzymanie przycisku. Najpowszechniej spotkać można ten system w krótkofalówkach walkie-talkie i CB radiu.
Początki systemu przyciskowego sięgają pierwszych dziesięcioleci XX w., kiedy to do łączności morskiej i wojskowej wykorzystywano działające na zasadzie push and talk radiotelefony. Pierwszym szeroko dostępnym, cywilnym rozwiązaniem była uruchomiona w 1946 r. w Saint Louis jednokanałowa telefonia samochodowa, obsługiwana za pośrednictwem dużego nadajnika umieszczonego na szczycie wysokiego budynku. Rozkwit technologii push to talk postępował od wczesnych 50. XX w., aż do wyewoluowania w system IMTS (ang. Improved Mobile Telephone System) używający wielu kanałów do transmisji.

## Push to talk w telefonii komórkowej
Telefony komórkowe wyposażone w funkcję push to talk mogą mieć dodatkowy przycisk, po wciśnięciu i przytrzymaniu którego można przekazywać wiadomości głosowe do określonej grupy osób. Po zwolnieniu przycisku telefon przełącza się w tryb odbierania informacji - wtedy inni użytkownicy mogą przekazywać nam wiadomości głosowe. W danym momencie może mówić tylko jedna osoba. Telefon z funkcją push to talk przypomina więc krótkofalówkę (walkie-talkie). W telefonii komórkowej usługa push to talk (płatna, niepomijająca sieci komercyjnych) realizowana jest w technologii VoIP, a dane (głos) przesyłane są za pomocą GPRS. Jak dotąd, wśród polskich operatorów, usługę tę oferuje Plus oraz T-Mobile.